# Letreo
En la mitología griega, Letreo (Λετρεος o Λετρεύς) es uno de los Pelópidas y el fundador de Letrinos.
Pausanias nos cuenta que si uno quiere llegar a Élide a través de la llanura, tiene ciento veinte estadios hasta Letrinos y ciento ochenta desde Letrinos hasta Élide. Originariamente, Letrinos era una ciudad y Letreo, hijo de Pélope, había sido su fundador. El mismo autor nos dice que en sus tiempos quedaban apenas unos pocos edificios y una imagen de Ártemis Alfea en el templo.